# 中村元 (哲学者)
中村 元（なかむら はじめ、1912年（大正元年）11月28日 - 1999年（平成11年）10月10日）は、日本のインド哲学者、仏教学者、比較思想学者。東京大学名誉教授、日本学士院会員。勲一等瑞宝章、文化勲章、紫綬褒章受章。

## 略歴
1912年 （大正元年） 11月28日、島根県松江市殿町にて生まれる。元年生まれだったことから、元と名付けられた。
1925年 （大正14年）、東京市立誠之小学校（現・文京区立誠之小学校）を卒業。1930年 （昭和5年）、東京高等師範学校附属中学校（現・筑波大学附属中学校・高等学校）を腎臓病により1年間休学後、4年で修了。1933年 （昭和8年）旧制第一高等学校を卒業。在学中、須藤新吉と亀井高孝から学問の基本を学び、ブルーノ・ペツォルトから仏教の話を聞く。1936年 （昭和11年）、東京帝国大学文学部印度哲学梵文（ぼんぶん）学科を卒業。1941年 （昭和16年） 、同大学大学院博士課程を修了。宇井伯壽に文献学としての仏教学を学ぶほか、倫理学の和辻哲郎の知遇も得る。
1942年、博士論文「初期ヴエーダーンタ哲学史」を提出。1943年 （昭和18年） 東京帝国大学助教授に就任。同年5月6日、東京帝国大学から文学博士の学位を授与される。博士論文の題は「初期ヴエーダーンタ哲学史」。1954年 （昭和29年）、東京大学（1947年 （昭和22年） に東京帝国大学から改称）教授に就任（～1973年）。1957年 （昭和32年）『初期ヴェーダーンタ哲学史』（岩波書店）で、日本学士院恩賜賞を受賞。1964年 （昭和39年） 東京大学文学部長に就任（～1966年）。この時期に春秋社で最初の『中村元選集』が刊行開始。
1970年 （昭和45年） 財団法人東方研究会（没後に中村元東方研究所へ改称）を設立、初代理事長に就任。
1973年 （昭和48年）東京大学を定年退官、同大学名誉教授。最終講義『インド思想文化への視角』と『インド思想と仏教　中村元博士還暦記念論集』（春秋社）が刊行される。定年後は、東方研究会の活動の一環として東方学院を開設し、学院長に就任した（1999年の没時まで）。同年、デリー大学名誉文学博士、ベトナム・バンハン大学名誉文学博士。
1974年 （昭和49年） 比較思想学の先駆者として比較思想学会も創設し、初代会長に就任（～1983年）。同年、紫綬褒章受章。1975年 （昭和50年）『佛教語大辞典』が刊行（東京書籍 全3巻、1981年に縮刷版全1巻）され、毎日出版文化賞特別賞と仏教伝道文化賞を受賞。1977年（昭和52年） 文化勲章受章。文化功労者。1984年 （昭和59年）勲一等瑞宝章受章、日本学士院会員になる。
1988年 （昭和63年）12月、『決定版　中村元選集』（春秋社）が刊行開始。1989年 （昭和64年・平成元年） 1月7日、8名の有識者委員の一人として「元号に関する懇談会」に列席。同年、松江市より名誉市民の称号と市民章が贈られる。
1992年 （平成4年）『ジャータカ全集』で 日本翻訳文化賞を受賞。1994年 （平成6年） 第24代足利学校庠主（初代史跡足利学校庠主）に就任（1999年の没時まで）。1995年 （平成7年） 『東方学』第九十号で、門下生の奈良康明・前田専學らと、座談会での回想「學問の思い出」を行う。
1999年 （平成11年）NHK放送文化賞受賞。同年7月、『中村元選集』全40巻（32巻＋別巻8巻）が完結。同年、10月10日午前10時45分、急性腎不全のため東京都杉並区久我山の自宅にて死去（満86歳）。墓所は多磨霊園。戒名は自身が付けた「自誓院向学創元居士」。
没後、2001年 （平成13年） 6月に『広説 佛教語大辞典』が刊行（全4巻、東京書籍、縮刷版全2巻が2010年7月に刊行）された。2012年 （平成24年） 10月10日、生誕100年を記念して、松江市八束町に中村元記念館が開設される。同年10月、『中村元博士著作論文目録』が刊行された（ハーベスト出版、公益財団法人中村元東方研究所編集）。

## エピソード
- 博士論文は7年がかりで完成させた[3]。その原稿はリヤカーで弟に手伝ってもらって運び込んだ。指導教授の宇井伯壽も「読むのが大変だ」と悲鳴をあげたという[3][8]。
- サンスクリット語・パーリ語に精通し、初期仏教の仏典などの解説や翻訳に代表される著作は多数にのぼる。「人々の役に立つ、生きた学問でなければならない」が持論で、訳書に極力やさしい言葉を使うことを企図していた[4]。その最も端的な例として、サンスクリットのニルヴァーナ（Nirvāṇa）およびパーリ語のニッバーナ（Nibbāna）を「涅槃」と訳さず「安らぎ」と訳したことがあげられる。訳注において「ここでいうニルヴァーナは後代の教義学者たちの言うようなうるさいものではなくて、心の安らぎ、心の平和によって得られる楽しい境地というほどの意味であろう。」としている。
- 中村が20年かけ1人で執筆していた『佛教語大辞典』が完成間近になった時、ある出版社が原稿を紛失してしまった[3][4]。中村は「怒ったら原稿が見付かるわけでもないでしょう」と怒りもせず、翌日から再び最初から書き直して8年かけて完結させ、別の出版社（東京書籍）から全3巻で刊行した[3][4][9]。完成版は4万5000項目の大辞典であり、改訂版である『広説佛教語大辞典』では更に8000項目が追加され、没後に全4巻が刊行がされた。
- 日本以外にも、国際的な仏教学者の権威としてアメリカ・ヨーロッパなど各地で講義・講演した[4]。音声録音が多数残されている。NHK『こころの時代』など放送番組にも度々出演した。

## 著作

### 訳著
- 『ブッダの真理のことば　感興のことば』（法句経・自説経）（岩波文庫、1978年、のちワイド版）＋岩波書店
- 『ブッダのことば：スッタニパータ』（岩波文庫、1984年、のちワイド版）＋岩波書店
- 『ブッダ最後の旅：大パリニッバーナ経』（岩波文庫、1980年、のちワイド版）＋岩波書店
- 『神々との対話：サンユッタ・ニカーヤI』（岩波文庫）
- 『悪魔との対話：サンユッタ・ニカーヤII』（岩波文庫）
- 『仏弟子の告白』（岩波文庫）+「仏弟子・尼僧」岩波書店
- 『尼僧の告白』（岩波文庫）- 各「ブッダのことばシリーズ」全4冊（上記3部と）
- 『般若心経・金剛般若経』（紀野一義との共訳、岩波文庫、のちワイド版）
- 『浄土三部経』（紀野一義、早島鏡正との共訳、岩波文庫（上・下）、のちワイド版）
- 『ミリンダ王の問い　インドとギリシアの対決』（早島鏡正との共訳、平凡社東洋文庫 全3巻、のちワイド版）
- 『般若経典』（東京書籍）- ※以下は編者代表
- 『維摩経』『勝鬘経』（東京書籍）
- 『法華経』（東京書籍）
- 『華厳経』『楞伽経』（東京書籍）
- 『浄土経典』（東京書籍）
- 『密教経典・他』（東京書籍）
- 『論書・他』（東京書籍）
- 『原始仏典』（筑摩書房）、新版 ちくま学芸文庫（上下）、2017年
- 『大乗仏典』（筑摩書房）

### 著書（主に改訂新版）
- 『慈悲』（雄山閣（哲学新書）、1949年／講談社学術文庫（改訂版）、2010年）
- 『近世日本における批判的精神の一考察』（三省堂（仏教の新考察）、1949年）
- 『宗教における思索と実践』（毎日新聞社（毎日選書）、1949年／サンガ文庫（新版）、2012年） ISBN 9784905425250
- 『宗教と社会倫理』（岩波書店、1959年）
- 『比較思想論』（岩波書店、1960年／岩波全書、1981年。新装版2005年6月） ISBN 4000218654
- 『世界に呼びかける東洋』(講談社、1965年） ISBN 9784061154599
- 『インド思想史』（岩波全書、1968年。第2版1980年）
- 『原始仏教：その思想と生活』（NHKブックス、1970年）
- 『世界の歴史 第5巻：ガンジスの文明』（講談社、1977年）
  - 『古代インド』（改題、講談社学術文庫、2004年9月） ISBN 4061596748
- 『人類の知的遺産 13　ナーガールジュナ』（講談社、1980年）
  - 『龍樹』（改題、講談社学術文庫、2002年6月） ISBN 4061595482
- 『往生要集　古典を読む』（岩波書店、1983年／岩波同時代ライブラリー、1996年）
  - 『往生要集を読む』（講談社学術文庫、2013年10月） ISBN 9784062921978
- 『原始仏典を読む』（岩波書店〈岩波セミナーブックス〉、1985年／岩波現代文庫、2014年9月） ISBN 9784006003173）
- 『東洋のこころ』（東京書籍、1985年／講談社学術文庫、2005年）
- 『学問の開拓』（佼成出版社、1986年／ハーベスト出版、2012年8月） ISBN 9784864560344
- 『仏典のことば：現代に呼びかける知慧』（サイマル出版会、1989年／岩波同時代ライブラリー、1998年／岩波現代文庫、2004年） ISBN 400600124X
- 『ゴータマ・ブッダ　釈尊伝』（法蔵館、新装版1994年）
  - 『ブッダ伝：生涯と思想』（改題・改訂版、角川ソフィア文庫、2015年5月） ISBN 9784044089146
- 『ブッダ入門』（春秋社、1991年、新装版2011年）
- 『ブッダの人と思想』 （田辺祥二編・解説、NHKブックス、1998年）。NHK「こころの時代」での講話
- 『論理の構造 上・下』（青土社、2000年）。青土社の雑誌『現代思想』で1985年-1996年に連載していた比較思想論の書籍化
- 『釈尊の生涯』（新装版、玄侑宗久解説、平凡社ライブラリー、2003年9月） ISBN 4582764789
- 『合理主義：東と西のロジック』（新装版、青土社、2005年7月） ISBN 4791761987
- 『構造倫理講座』（春秋社 全3巻、東方研究会編、2005年、新装版2021年）
- 『バウッダ「佛教」』（新装版、三枝充悳共著、講談社学術文庫、2009年12月） ISBN 9784062919739
- 『原始仏典』（「釈尊の生涯、人生の指針」新版、解説宮元啓一、ちくま学芸文庫、2011年3月） ISBN 9784480093677
- 『日本思想史：中村元英文論集』（新装版、春日屋伸昌編訳、東方出版、2012年7月） ISBN 9784862492043
- 『温かなこころ：東洋の理想』（新装版、春秋社、2012年7月） ISBN 9784393135549
- 『中村元の仏教入門』（春秋社、2014年12月） ISBN 9784393135815。東方学院での講義録
- 『ブッダの生涯 〈仏典をよむ〉1』（前田專學監修、岩波現代文庫、2017年12月）。改訂新版、ラジオでの講話
- 『真理のことば 〈仏典をよむ〉2』（前田專學監修、岩波現代文庫、2018年2月）
- 『大乗の教え 上・下 〈仏典をよむ〉3・4』（前田專學監修、岩波現代文庫、2018年4月・6月）
- 『東方の言葉』KADOKAWA〈角川ソフィア文庫〉、2021年5月。ISBN 978-4-04-400642-6。

編著『仏教語源散策』（シリーズ全8冊）。内3冊が角川ソフィア文庫で新版。
他に東京書籍で『中村元対談集』全4巻、および弟子奈良康明と『仏教の道を語る』がある。

### 『中村元選集』春秋社
- 第1巻 『インド人の思惟方法 東洋人の思惟方法 I』、新版・1988年〈第1巻〉～1999年〈別巻4〉
- 第2巻 『シナ人の思惟方法 東洋人の思惟方法 II』
- 第3巻 『日本人の思惟方法 東洋人の思惟方法 III』
- 第4巻 『チベット人・韓国人の思惟方法 東洋人の思惟方法 IV』
- 第5巻 『インド史 I』
- 第6巻 『インド史 II』
- 第7巻 『インド史 III』
- 第8巻 『ヴェーダの思想』
- 第9巻 『ウパニシャッドの思想』
- 第10巻 『思想の自由とジャイナ教』
- 第11巻 『ゴータマ・ブッダ I 原始仏教 I』
- 第12巻 『ゴータマ・ブッダ II 原始仏教 II』
- 第13巻 『仏弟子の生涯 原始仏教 III』
- 第14巻 『原始仏教の成立 原始仏教 IV』
- 第15巻 『原始仏教の思想 I 原始仏教 V』
- 第16巻 『原始仏教の思想 II 原始仏教 VI』
- 第17巻 『原始仏教の生活倫理 原始仏教 VII』
- 第18巻 『原始仏教の社会思想 原始仏教 VIII』
- 第19巻 『インドと西洋の思想交流』
- 第20巻 『原始仏教から大乗仏教へ 大乗仏教 I』
- 第21巻 『大乗仏教の思想 大乗仏教 II』
- 第22巻 『空の論理 大乗仏教 III』
- 第23巻 『仏教美術に生きる理想 大乗仏教 IV』
- 第24巻 『ヨーガとサーンキヤの思想 インド六派哲学 I』
- 第25巻 『ニヤーヤとヴァイシェーシカの思想 インド六派哲学 II』
- 第26巻 『ミーマーンサーと文法学の思想 インド六派哲学 III』
- 第27巻 『ヴェーダーンタ思想の展開 インド六派哲学 IV』
- 第28巻 『インドの哲学体系 I 『全哲学綱要』訳註 I』
- 第29巻 『インドの哲学体系 II 『全哲学綱要』訳註 II』
- 第30巻 『ヒンドゥー教と叙事詩』
- 第31巻 『近代インドの思想』
- 第32巻 『現代インドの思想』
- 別巻1 『古代思想 世界思想史 I』
- 別巻2 『普遍思想 世界思想史 II』
- 別巻3 『中世思想 世界思想史 III』
- 別巻4 『近代思想 世界思想史 IV』
- 別巻5 『東西文化の交流 日本の思想 I』
- 別巻6 『聖徳太子 日本の思想 II』
- 別巻7 『近世日本の批判的精神 日本の思想 III』
- 別巻8 『日本宗教の近代性 日本の思想 IV』

### 辞典
- 『佛教語大辞典』（東京書籍、1975年・全3巻（本巻［上・下］+別巻）、縮刷版 1981年・全1巻）
- 『広説佛教語大辞典』（東京書籍、2001年・全4巻（本巻［上・中・下］+別巻）、縮刷版 2010年・全2巻（本巻+別巻））
- 『新・佛教辞典』（監修）（誠信書房、第三版2006年）
- 『岩波 仏教辞典』（編集委員）（岩波書店、1989年、第二版2002年）

### CD・カセット
- 中村元講演選集『ゴータマ・ブッダの心を語る　カセット全12巻』（アートデイズ）
  - 『ゴータマ・ブッダの心を語る　CD版』（アートデイズ（全11巻） 2010年、新版（上下）、2015年）
- 『ブッダの言葉』、『ブッダの生涯』（新潮社、新潮CD 2007年／新潮カセット 1992年）

### 論文
- INBUDS>中村元
- 『中村元博士著作論文目録』中村元東方研究所編、ハーベスト出版、2012年。ISBN 978-4864560368

### 評伝・伝記
- 『中村元の世界』 青土社、1985年。論考集
- 『中村元―仏教の教え 人生の知恵』（河出書房新社「KAWADE道の手帖」、2005年9月、新装版2012年9月）。門下生・関係者の紹介を収録
- 植木雅俊『仏教学者 中村元 ―求道のことばと思想』 角川学芸出版〈角川選書〉、2014年7月
- 中村元記念館編『東洋思想の巨星 「中村元物語」――世界平和を願った慈しみの思想家』、同館、2016年9月
- 『はじめのはじまり　中村元博士少年時代の作文集』 中村元記念館東洋思想文化研究所企画・編、中村元記念館、2022年3月